# Tichon Nikolajewitsch Schalamow

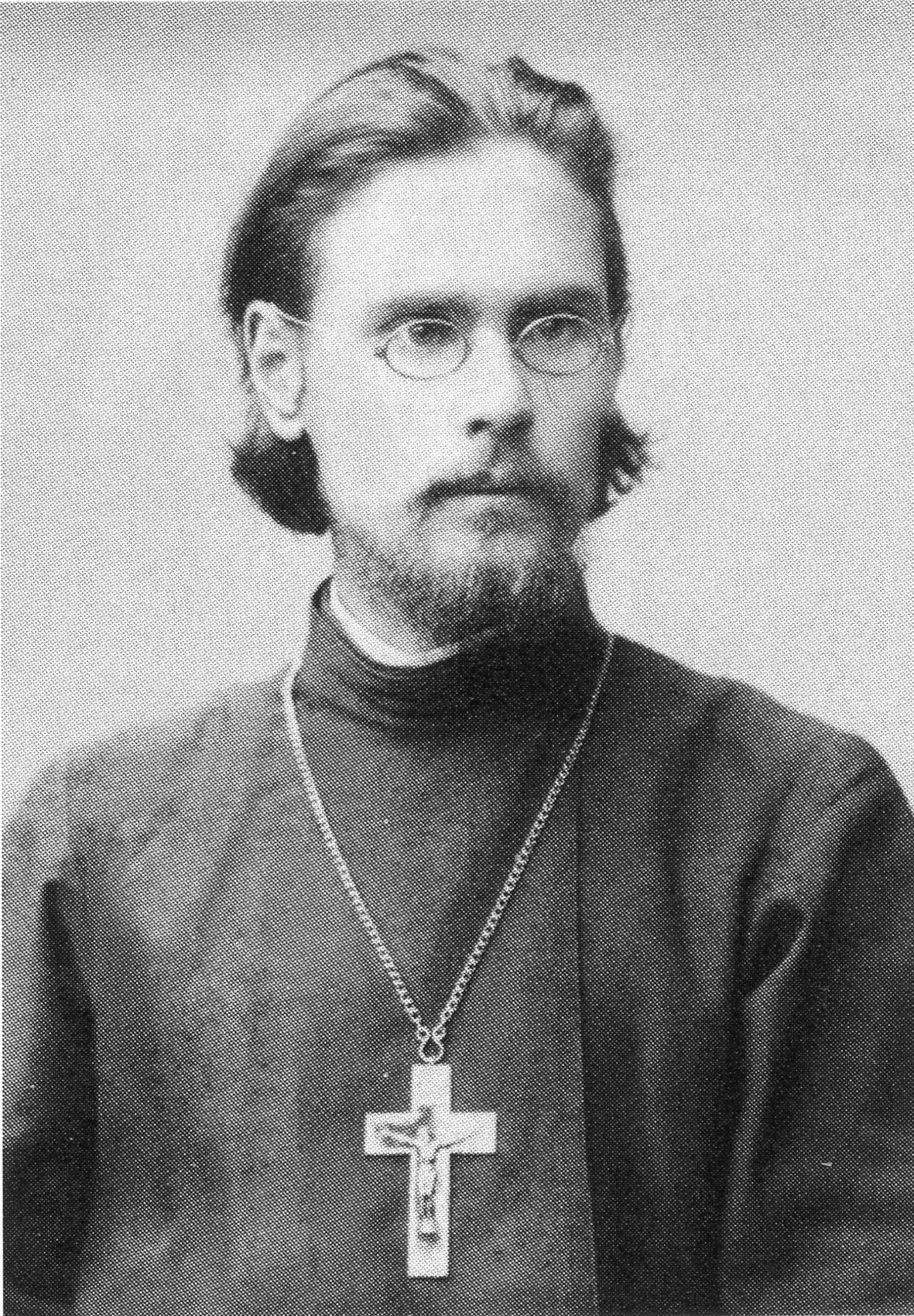
Shalamov Tihon (1905)

Tichon Nikolajewitsch Schalamow (russisch Шаламов Тихон Николаевич; * 24. Julijul. / 5. August 1868greg. im Dorf Wottscha, Gouvernement Wologda; † 5. August 1933 in Wologda) war Priester der Russisch-Orthodoxen Kirche und Vater des Schriftstellers Warlam Schalamow.

## Biografie
Tichon Schalamow wurde am 5. August 1868 im Dorf Wottscha, Ujesd Ust-Sysolski geboren. Sein Vater war der Priester der Wottschinski-Gemeinde, Nikolai Ioannowitsch Schalamow (1827–1910), seine Mutter war Tatjana Andrejewna Musnikowa, die Tochter eines Küsters aus Weliki Ustjug. Nach seinem Abschluss am Theologischen Seminar Wologda im Jahr 1890 war er Lehrer an einer Pfarrschule.

### Alaska
Auf Empfehlung von Bischof Nikolai (Siorow) von Alaska und Aleuten, der zuvor als Inspektor des Theologischen Seminars Wologda diente, nach Alaska geschickt. Von 1893 bis 1904 – Orthodoxer Missionar auf den Aleuten. Bei seiner Ankunft in Amerika wurde er zum Priester geweiht und von der Russisch-Orthodoxen Kirche in der nordamerikanischen Eparchie an einen Ort in der Auferstehungskirche auf der Kodiak Island berufen. Er war Autor mehrerer Artikel im Amerikanisch-orthodoxen Herold. 1902 gründete er in Alaska die Abstinenzbewegung, benannt nach Tichon von Sadonsk und Maria von Ägypten, und wurde deren Vorsitzender. Er war der Hausmeister im Waisenhaus Josef von Nazaret und Heiliger Hermann und der Anführer die St. Innocent-Bruderschaft der gegenseitigen Hilfe. Im Jahr 1904 wurde ihm das Brustkreuz „für seinen großen Einsatz zum Wohle der Orthodoxie unter den Heiden“ und der Annenorden 3. Grades verliehen.

### Wologda

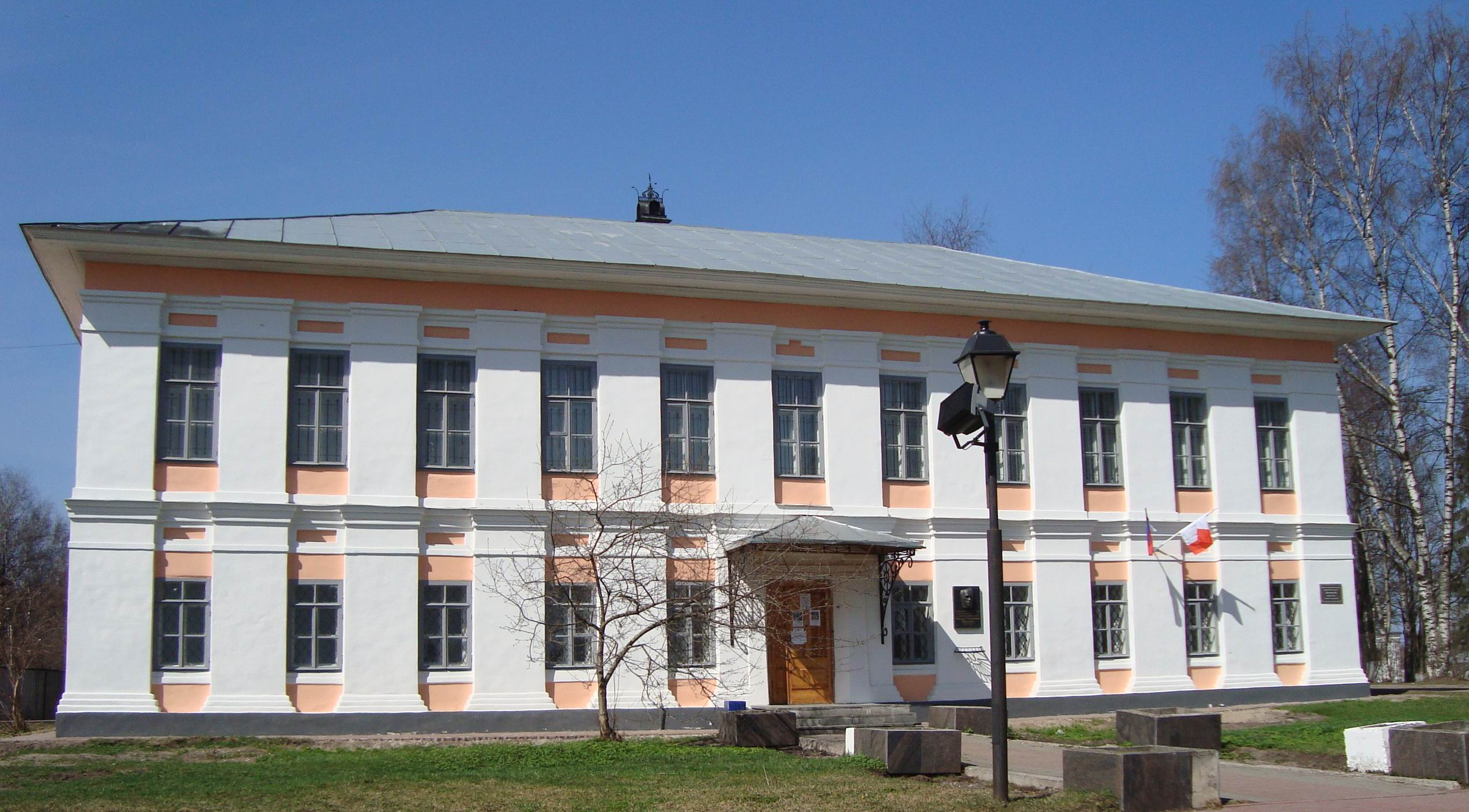
Haus in Wologda, in dem die Familie Shamalov lebte. Heute beherbergt es das Varlam Shalamow Memorial Museum

1904 kehrte er nach Wologda zurück und diente als Priester in der Alexander-Newski-Kirche neben der Sophienkathedrale (nach anderen Quellen in der Himmelfahrtskirche). Er war Rechtslehrer an der Kolesnikowski-Pfarrschule, dem 2. Mädchengymnasium. 1906 wurde er zum hauptamtlichen Priester an der Sophienkathedrale versetzt. Warlam Schalamow erinnert sich in „Vierte Wologda“:
„Für die Kirchenleitung war das eine gute Entscheidung – ein junger Priester, der aus dem Auslandsdienst zurückgekehrt ist, perfekt Englisch, Französisch und gutes Deutsch spricht, ein Dozent, Missionar und ein ausgezeichneter öffentlicher Organisator …“
Wie in Alaska war Tichon Schalamow Hausmeister und Lehrer in Waisenhäusern und Vorsitzender einer Abstinenzgesellschaft. Als eine Welle jüdischer Pogrome über Russland hinwegfegte und am 14. Juli 1906 Michail Herzenstein getötet wurde, hielt Pater Tichon in der Kathedrale eine Rede zu seiner Verteidigung und hielt einen Gedenkgottesdienst für ihn ab. Dadurch zog er den Zorn der kirchlichen Obrigkeit von Wologda auf sich, änderte jedoch seine Ansichten nicht.
Nach der Russischen Revolution unterstützte Tichon Schalamow die schismatische Bewegung (russisch: Обновленчество) in der Russisch-Orthodoxen Kirche. Diese Bewegung erhielt erhebliche Unterstützung vom Sowjetstaat, um die orthodoxe Kirche zu unterwerfen.
Im Jahr 1918 begann für die Familie Schalamow eine schwierige Zeit. Nach der Revolution wurde es fast unmöglich, eine Anstellung für einen Priester zu finden, die Schalamows gerieten in finanzielle Schwierigkeiten. Von 1917 bis 1918 diente er in der Kirche der Sokol-Fabrik. Im Jahr 1920 erblindete Tichon Nikolajewitsch und konnte keine Gottesdienste mehr leiten, nahm aber aktiv an öffentlichen Debatten atheistischer Parteimitglieder und Priester teil. Warlam Schalamow nahm sein Vater als Führer zu allen Gesprächen mit.
Tichon Schalamow starb am 3. März 1933, vermutlich an einer Lungenentzündung. Er wurde in Wologda auf dem Wwedenski-Friedhof beigesetzt (das Grab ist nicht erhalten). Der Kenotaph wurde in den 2010er Jahren installiert.

## Familie
- Bruder – Prokopi (1876 – Mai 1931)  war Priester in der Votchinsky-Gemeinde des Ujesd Ust-Sysolski. Er wurde wegen Widerstandes gegen die Kollektivierung erschossen und bekannte sich nicht schuldig.
- Schwestern – zwei waren mit Priestern verheiratet, eine war Lehrerin im Dorf Wottscha.
- Frau – Nadeschda Alexandrowna (geb. Worobjowa) (1869–1934)
  - Sohn – Waleri (1893 — ?), war ein Offizier der zaristischen Armee, weigerte sich, in der Roten Armee zu dienen, woraufhin er laut den Biographen seines Bruders Warlam als Informant für die OGPU rekrutiert wurde.
  - Tochter – Galina (1895–1987)
  - Sohn – Sergei (1898–1920) starb im Russischen Bürgerkrieg, als er auf der Seite der Roten Armee kämpfte.
  - Tochter – Natalia (1899 — ?)
  - Sohn – Warlam (* 5. Junijul. / 18. Juni 1907greg.;  17. Januar 1982) war ein Schriftsteller, Oppositioneller und Dissident.